# Gwangju

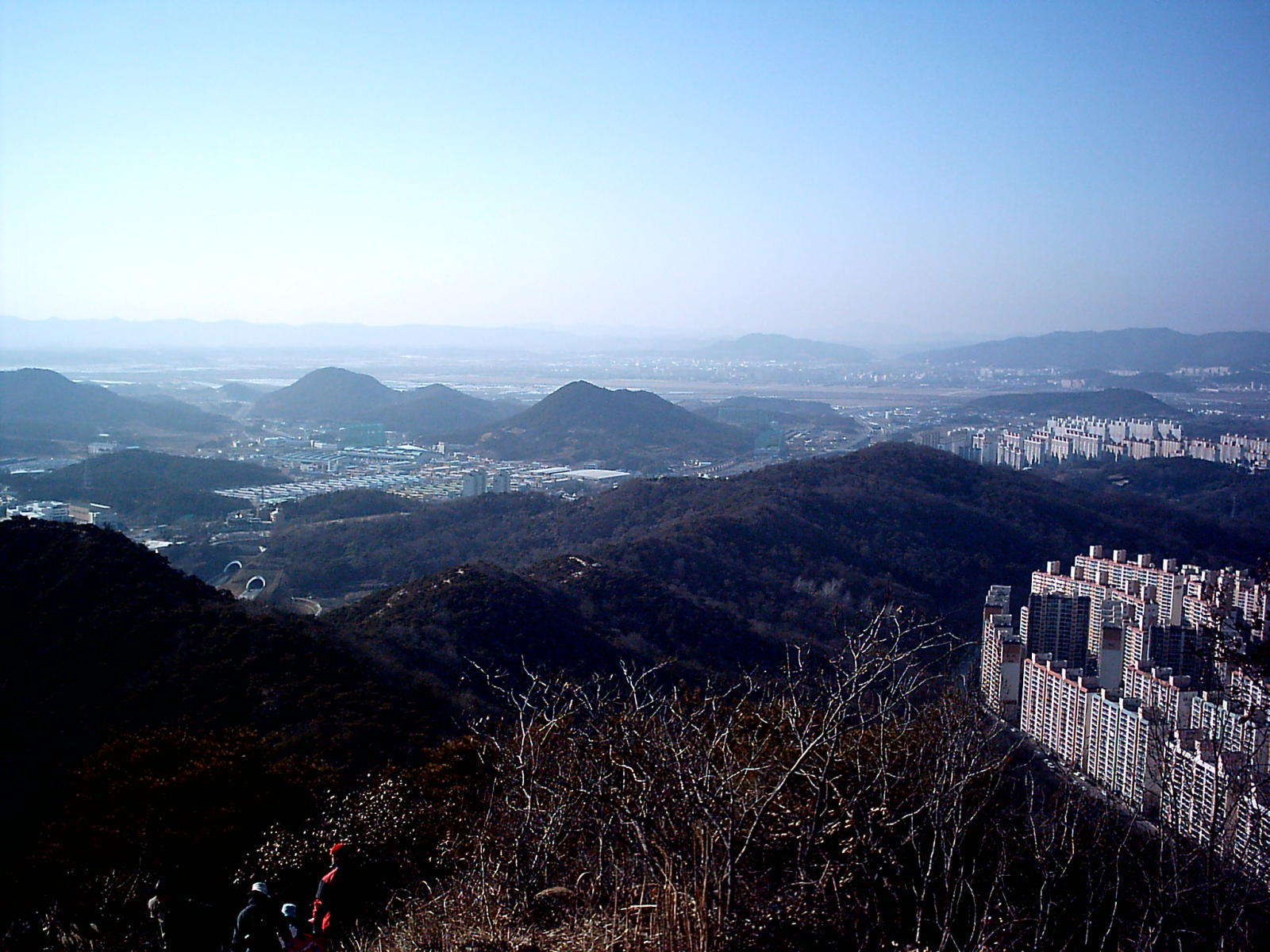
Gwangju

Gwangju, IPA Kwaŋdʑu, ist eine Stadt in der Provinz Jeollanam-do im Südwesten von Südkorea. Gwangju ist die Hauptstadt der Provinz, ist aber politisch eine eigenständige Einheit. Sie liegt etwa 330 km südlich von Seoul. Die Stadt hat 1.477.573 Einwohner (Stand: 2020), womit sie hinter Daejeon und vor Suwon die sechstgrößte des Landes ist.

## Geschichte
Die Stadt wurde 57 v. Chr. gegründet und war seitdem ein Zentrum des Handels in der Region. Während der Zeit der drei Reiche war Gwangju auch ein administratives Zentrum des Baekje-Reiches.
1910 bis 1945 wurde die Stadt, wie auch ganz Korea, in das Japanische Kaiserreich eingegliedert. Zu dieser Zeit erhielt die Stadt den japanischen Namen Kōshū (japanisch 光州), welches die sinojapanische Bezeichnung der Hanja im Namen der Stadt ist. Als die Eisenbahn 1914 Kōshū mit Keijō verband, wuchs dort auch die moderne Industrie. Insbesondere Baumwolltextilfabriken, Reismühlen und Brauereien konnten sich etablieren.
1929 gingen als Höhepunkt einiger Klassenboykotte koreanischstämmige Studenten auf die Straße, um für die Wiedereinführung der Unterrichtung der koreanischen Geschichte sowie der Wiedereinführung der Koreanischen Sprache als Unterrichtssprache zu demonstrieren. Der Protest war provinzweit Anlass für andere Studenten ebenfalls zu demonstrieren.
Die Japanische Sprache war nach der Eingliederung Nationalsprache und ab 1915 zur alleinigen Unterrichtssprache geworden. Die Proteste und Klassenboykotte wurden von Studentenorganisationen initiiert. Ohne irgendwelche Ziele erreicht zu haben, kollabierten die Studentenproteste hauptsächlich aufgrund interner Streitigkeiten.
1967 wurde eine bezeichnete Industriezone errichtet und Gwangju wuchs markant, insbesondere die Automobilindustrie, die sich in der Stadt niederließ.
Im Mai 1980 fanden Demonstrationen gegen die neue Militärregierung von Chun Doo-hwan in Gwangju statt. Diese Demonstrationen wurden durch militärische Kräfte unterdrückt, darunter auch Eliteeinheiten der Special Operations Command. Die meisten Berichterstatter stimmen darin überein, dass dieser Einsatz von großer Brutalität geprägt war, einschließlich mehrerer Vorfälle, wo Soldaten mit automatischen Waffen auf die unbewaffneten Demonstranten schossen. Offizielle Quellen gehen von 140 getöteten Zivilisten aus, andere Quellen sprechen von 2000 Toten. Wegen dieses Vorfalls, der heute Gwangju-Massaker genannt wird, wird Gwangju auch Schrein der koreanischen Demokratie genannt. Die Opfer wurden auf dem 18.-Mai-Nationalfriedhof von Gwangju beerdigt. Seit 2000 wird jährlich am 18. Mai der Gwangju-Menschenrechtspreis vergeben.
Die Choson Universität wurde im Jahr 1946 und die Universität Chonnam im Jahr 1952 eröffnet. Einige alte Tempel sind in und um die Stadt zu finden. Die U-Bahn Gwangju wurde nach 8-jähriger Bauzeit 2004 eröffnet.

## Stadtgliederung
Die Stadt hat zwei Stadtzentren, die durch eine U-Bahn verbunden sind: das moderne Zentrum im Westen, südlich des Rathauses, und das zweite Zentrum, in dem im Westen der Einzelhandel angesiedelt ist.
Das Stadtgebiet ist in fünf Stadtteile (Gu) aufgeteilt:
- Buk-gu (Hangeul: 북구, Hanja: 北區)
- Dong-gu (동구, 東區)
- Gwangsan-gu (광산구, 光山區)
- Nam-gu (남구, 南區)
- Seo-gu (서구, 西區)

## Kultur und Sehenswürdigkeiten
1995 fand in Gwangju erstmals die Gwangju Biennale statt, eine große Ausstellung zeitgenössischer Kunst. Mittlerweile wird sie im Abstand von zwei bis drei Jahren regelmäßig abgehalten.

### 5.18 Memorial Park

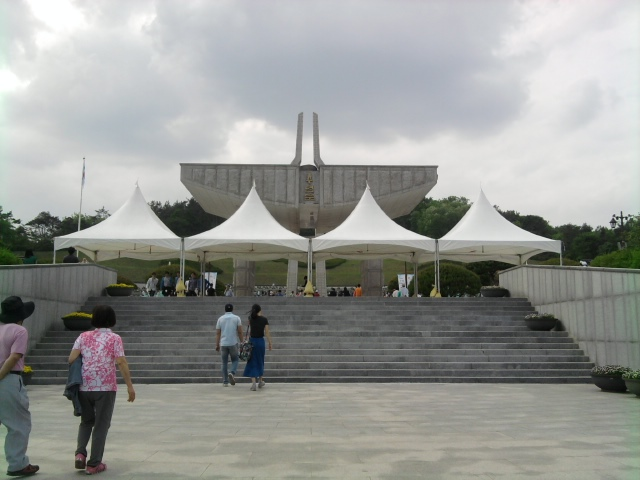
Eingang zum Nationalfriedhof

Im Osten des Stadtzentrums liegt der 5.18 Memorial Park. Ein Treppenaufgang führt zu einem Denkmal zur Erinnerung an das Gwangju-Massaker, das am 18. Mai 1980 begonnen hatte. Hinter dem Denkmal führt eine Rampe in einen unterirdischen Raum, in dem diverse Namen angeschlagen sind sowie ein weiteres Denkmal steht (eine Frau mit einem Kind im Arm). Außerdem gibt es noch ein Wandrelief.

### The Street of Art
Im westlichen Stadtzentrum liegt die sog. Street of Art, eine Straße an der viele Galerien und Läden mit traditionellen koreanischen Geschäften liegen.

## Partnerstädte
- Sendai, Japan
- Medan, Indonesien
- Tainan, Taiwan seit dem 17. September 1968
- San Antonio, USA seit dem 4. Februar 1982
- Guangzhou, VR China seit dem 25. Oktober 1996
- Leipzig, Bundesrepublik Deutschland Kontakte seit 2007
- Wenzhou, VR China seit März 2012[6]

## Klimatabelle
|                       | Jan  | Feb  | Mär  | Apr  | Mai  | Jun   | Jul   | Aug   | Sep   | Okt  | Nov  | Dez  |   |       |
| Mittl. Tagesmax. (°C) | 5,1  | 7,0  | 12,4 | 19,3 | 23,9 | 27,2  | 29,7  | 30,5  | 26,6  | 21,5 | 14,3 | 8,0  | ⌀ | 18,8  |
| Mittl. Tagesmin. (°C) | −3,3 | −2,3 | 1,6  | 7,3  | 12,4 | 17,8  | 22,4  | 22,6  | 17,2  | 10,3 | 4,2  | −1,2 | ⌀ | 9,1   |
|                       |      |      |      |      |      |       |       |       |       |      |      |      |   |       |
| Niederschlag (mm)     | 38,0 | 43,9 | 64,5 | 95,3 | 97,3 | 190,3 | 281,9 | 276,0 | 137,7 | 55,3 | 55,4 | 32,4 | Σ | 1368  |
|                       |      |      |      |      |      |       |       |       |       |      |      |      |   |       |
| Regentage (d)         | 10,7 | 9,7  | 9,0  | 9,3  | 9,2  | 11,4  | 14,0  | 13,9  | 9,6   | 6,8  | 9,6  | 9,7  | Σ | 122,9 |

| −3,3 |

| −2,3 |

| 1,6 |

| 7,3 |

| 12,4 |

| 17,8 |

| 22,4 |

| 22,6 |

| 17,2 |

| 10,3 |

| 4,2 |

| −1,2 |

| −3,3 |

| −2,3 |

| 1,6 |

| 7,3 |

| 12,4 |

| 17,8 |

| 22,4 |

| 22,6 |

| 17,2 |

| 10,3 |

| 4,2 |

| −1,2 |

## Persönlichkeiten der Stadt
Söhne und Töchter:
- Yoon Jeong-hee (1944–2023), Schauspielerin
- Chung Hyun Kyung (* 1956), presbyterianische Theologin
- Ae Hee Kim (* 1960), Volleyballspielerin
- Park Chul-min (* 1967), Schauspieler
- Han Kang (* 1970), Schriftstellerin
- Kim Taek-soo (* 1970), Tischtennisspieler
- Yoon Jong-hwan (* 1973), Fußballspieler
- SEO (* 1977), Künstlerin
- Yi So-yeon (* 1978), Raumfahrerin
- Lee Bo-na (* 1981), Sportschützin
- Kim Yoo-suk (* 1982), Stabhochspringer
- Kim Jong-hyun (* 1985), Sportschütze
- Choi Eun-sook (* 1986), Degenfechterin
- Moon Geun-young (* 1987), Schauspielerin
- Ki Sung-yong (* 1989), Fußballspieler
- Kim Tae-hwan (* 1989), Fußballspieler
- Gu Hara (1991–2019), Popsängerin
- Baek Sung-dong (* 1991), Fußballspieler
- Bae Suzy (* 1994), Popsängerin und Schauspielerin
- Jung Ho-seok (* 1994), Rapper und Tänzer
- Jung Han-cheol (* 1996), Fußballspieler
- Um Won-sang (* 1999), Fußballspieler
- An Se-young (* 2002), Badmintonspielerin